# Quadi al Quadat
Quadi al Quadat był to powołany w świecie islamskim w VII wieku urząd tzw. Naczelnego Sędziego, który uważany jest za jeden z wzorów nowożytnego urzędu Ombudsmana (Rzecznika Praw Obywatelskich). 
Zgodnie z tradycją Quadi al Quadat powołany został przez drugiego kalifa Umara (panującego w latach 634-644), który miał mieć w zwyczaju przechadzanie się wieczorami ulicami stolicy dyskutując z mieszkańcami i wysłuchując tego co ludzie mówili. Za każdym razem gdy słyszał narzekania na nieudolność i nadużycia urzędników wszczynał kontrolę i dochodzenie celem wyjaśnienia pogłosek i przywrócenia prawidłowego działania administracji. 
Zadaniem powołanego urzędu było zapewnienie przestrzegania i stosowania prawa islamskiego wymiaru sprawiedliwości przez przedstawicieli rządu i sułtana w sprawach dotyczących stosunków ludności z państwem i ludności między sobą.